# Palais Rothschild (Metternichgasse)
Ne doit pas être confondu avec Palais Rothschild (Prinz-Eugen-Straße).
Le palais Rothschild est un palais à Vienne. Il est l'un des cinq palais Rothschild de la ville. Il est situé au 8 Metternichgasse, dans le quartier de Landstrasse. Le bâtiment est également connu sous le nom de palais Springer car il appartenait à la famille Springer avant la famille Rothschild. 
Le palais a été construit de 1891 à 1893 pour le baron Othon de Bourgoing sur les plans des architectes Amand Louis Bauqué et Albert Pio. De Bourgoing fait construire le palais Bourgoing à la Metternichgasse 12 par Bauqué et Pio dès 1890. Aujourd'hui, il existe une antenne de l'université de musique et des arts du Spectacle de Vienne au palais Rothschild. 

## Liens web
- Palais Rothschild. Musée du district Landstrasse, archivé de   original au 5 décembre 2013 ; consulté le 4 janvier 2018.
- Planet Vienne - Palais Rothschild-Springer

## Source de traduction
- (de) Cet article est partiellement ou en totalité issu de l’article de Wikipédia en allemand intitulé « Palais Rothschild (Metternichgasse) » (voir la liste des auteurs).